# Liste der Kulturdenkmale in Vierkirchen (Oberlausitz)
In der Liste der Kulturdenkmale in Vierkirchen sind die Kulturdenkmale der sächsischen Gemeinde Vierkirchen verzeichnet, die bis September 2024 vom Landesamt für Denkmalpflege Sachsen erfasst wurden (ohne archäologische Kulturdenkmale). Die Anmerkungen sind zu beachten.
Diese Aufzählung ist eine Teilmenge der Liste der Kulturdenkmale im Landkreis Görlitz.

## Arnsdorf
| Bild                                    | Bezeichnung | Lage                                                                                  | Datierung | Beschreibung | ID       |
| --------------------------------------- | --- | ------------------------------------------------------------------------------------- | --- | --- | -------- |
|                                         | Kreuzstein | (im Thiemendorfer Forst, Gemarkung Arnsdorf-Hilbersdorf, Flur 3, Flurstück 5) (Karte) | 17. Jahrhundert | Ortsgeschichtlich von Bedeutung | 09271242 |
|                                         | Kriegerdenkmal für die Gefallenen des Ersten Weltkrieges, mit Einfassung | Arnsdorf (Karte)                                                                      | Nach 1918 | Ortsgeschichtlich von Bedeutung | 09271263 |
|                                         | Häusleranwesen mit angebautem Scheunenteil | Arnsdorf 8 (Karte)                                                                    | 1. Hälfte 19. Jahrhundert | Womöglich ehemaliges Armenhaus, baugeschichtlich und sozialgeschichtlich von Bedeutung | 09271257 |
| Weitere Bilder                          | Rittergut Arnsdorf bei Reichenbach/O.L. (Sachgesamtheit) | Arnsdorf 13, 13a, 14, 15, 16, 17, 17a, 18, 19 (Karte)                                 | 18. Jahrhundert bis etwa 1850 | Sachgesamtheit Rittergut Arnsdorf bei Reichenbach/O.L., bestehend aus folgenden Einzeldenkmalen: Schloss (Nr. 18) mit Auffahrt und barockem Wappen, Orangerie (Nr. 19), Wirtschaftshof (Nr. 16, 17 – Wohnhaus, Stall- und Nebengebäude, Wohnstallhaus und Scheune), weiterer Scheune (hinter Nr. 14) und Nebengebäude (Nr. 15, dort Steintrog) sowie Einfriedung um die gesamte Anlage (siehe Einzeldenkmale 09271253 unter gleicher Anschrift) und folgenden Sachgesamtheitsteilen: Gesindehäuser (Nr. 13, 13a, 14) und Wohnhaus (Nr. 17a), dazu der Schlosspark (Gartendenkmal); baugeschichtlich, ortsgeschichtlich und gartenkünstlerisch von Bedeutung | 09301012 |
| Weitere Bilder                          | Schloss (Nr. 18) mit Auffahrt und barockem Wappen, Orangerie (Nr. 19), Wirtschaftshof (Nr. 16, 17 – Wohnhaus, Stall- und Nebengebäude, Wohnstallhaus und Scheune), weiterer Scheune (hinter Nr. 14) und Nebengebäude (Nr. 15, dort Steintrog) sowie Einfriedung um die gesamte Anlage (Einzeldenkmale zu ID-Nr. 09301012) | Arnsdorf 14, 15, 16, 17, 18, 19 (Karte)                                               | Kern 18. Jahrhundert (Schloss, Nr. 18, und Nebengebäude, Nr. 15); 18. Jahrhundert (Wirtschaftshof Nr. 16, 17 – Wirtschaftsgebäude, und Orangerie, Nr. 18); 18. Jahrhundert (Scheune, Nr. 14), Kern eventuell älter | Einzeldenkmale der Sachgesamtheit Rittergut Arnsdorf bei Reichenbach/O.L.;: baugeschichtlich und ortsgeschichtlich von Bedeutung | 09271253 |
|                                         | Gasthaus mit Saalanbau (Gerichtskretscham) | Arnsdorf 38 (Karte)                                                                   | Um 1800 | Baugeschichtlich und ortsgeschichtlich von Bedeutung | 09271264 |
| Direkt Bild zu diesem Denkmal hochladen | Bauernhof mit Wohnhaus und zwei Scheunen | Arnsdorf 76 (Karte)                                                                   | Um 1830 | Baugeschichtlich und wirtschaftsgeschichtlich von Bedeutung | 09271273 |
|                                         | Ländliches Wohnhaus | Arnsdorf 152 (Karte)                                                                  | Um 1800 | Baugeschichtlich von Bedeutung | 09271274 |
| Direkt Bild zu diesem Denkmal hochladen | Wohnstallhaus eines Bauernhofes | Arnsdorf 158 (Karte)                                                                  | Um 1850 | Baugeschichtlich von Bedeutung | 09271436 |
|                                         | Erdkeller | Arnsdorf 162 (Karte)                                                                  | 1. Hälfte 19. Jahrhundert | Wirtschaftsgeschichtlich von Bedeutung | 09271272 |
|                                         | Wohnstallhaus, Scheune und Seitengebäude eines Dreiseithofes | Arnsdorf 172 (Karte)                                                                  | Um 1850 | Baugeschichtlich und wirtschaftsgeschichtlich von Bedeutung | 09271270 |
| Weitere Bilder                          | Turmwindmühle | Arnsdorf 177a (Karte)                                                                 | 1847 | Baugeschichtlich, ortsgeschichtlich und technikgeschichtlich von Bedeutung | 09271268 |
|                                         | Seitengebäude mit Oberlaube | Arnsdorf 186 (Karte)                                                                  | Vor 1800 | Baugeschichtlich von Bedeutung | 09271265 |
| Weitere Bilder                          | Kirche mit Kirchhof, Einfriedungsmauer mit Tor, Leichenhalle, zwei Grabsteine an der Kirchenwand und zwei Sühnekreuze an der Friedhofsmauer und im nahen Umfeld | Arnsdorf 189 (Karte)                                                                  | 1251 (Kirche); 15./16. Jahrhundert (Mord- und Sühnekreuz) | Baugeschichtlich und ortsgeschichtlich von Bedeutung | 09271266 |
|                                         | Pfarrhof mit Pfarrhaus, Scheune und Seitengebäude sowie Mauer | Arnsdorf 189 (neben) (Karte)                                                          | Um 1800 (Pfarrhaus und Pfarrhof); 2. Hälfte 19. Jahrhundert (Pfarrscheune und Seitengebäude) | Pfarrhof von Arnsdorf, baugeschichtlich und ortsgeschichtlich von Bedeutung | 09271267 |
| Direkt Bild zu diesem Denkmal hochladen | Wohnhaus eines Bauernhofs | Arnsdorf 193 (Karte)                                                                  | 2. Hälfte 19. Jahrhundert | Baugeschichtlich von Bedeutung | 09271260 |
|                                         | Wohnhaus mit Granitmauereinfassung | Arnsdorf 211 (Karte)                                                                  | Um 1900 | Obergeschoss Fachwerk, heute Sächsisches Forstamt, baugeschichtlich von Bedeutung | 09271255 |

## Buchholz
| Bild                                    | Bezeichnung | Lage                                    | Datierung | Beschreibung | ID       |
| --------------------------------------- | --- | --------------------------------------- | --- | --- | -------- |
| Weitere Bilder                          | Sächsisch-Preußischer Grenzstein: Preußischer Pilar des Pilarpaares Nr. 52 sowie Läuferstein | (Flur 4, Flurstück 67) (Karte)          | Nach 1828 | Siehe auch Sachgesamtheit 09305644; vermessungsgeschichtlich und landesgeschichtlich von Bedeutung als Zeitdokument der historischen Grenzziehung zwischen Sachsen und Preußen nach dem Wiener Kongress 1815. | 09305437 |
|                                         | Sächsisch-Preußischer Grenzstein: Pilarpaar Nr. 54 sowie ein Läuferstein | (Flur 5, Flurstück 187) (Karte)         | Nach 1828 | Siehe auch Sachgesamtheit 09305644; vermessungsgeschichtlich und landesgeschichtlich von Bedeutung als Zeitdokument der historischen Grenzziehung zwischen Sachsen und Preußen nach dem Wiener Kongress 1815. | 09305439 |
|                                         | Sächsisch-Preußischer Grenzstein: Pilarpaar Nr. 55 sowie ein Läuferstein | (Flur 3, Flurstück 166/3) (Karte)       | Nach 1828 | Siehe auch Sachgesamtheit 09305644; vermessungsgeschichtlich und landesgeschichtlich von Bedeutung als Zeitdokument der historischen Grenzziehung zwischen Sachsen und Preußen nach dem Wiener Kongress 1815. | 09305440 |
|                                         | Sächsisch-Preußischer Grenzstein: Pilarpaar Nr. 57 sowie ein Läuferstein | (Flur 3, Flurstück 70/3) (Karte)        | Nach 1828 | Siehe auch Sachgesamtheit 09305644; vermessungsgeschichtlich und landesgeschichtlich von Bedeutung als Zeitdokument der historischen Grenzziehung zwischen Sachsen und Preußen nach dem Wiener Kongress 1815. | 09305446 |
|                                         | Kirche mit Kirchhof, Einfriedungsmauer mit zwei rundbogigen Eingangstoren, Denkmal für die Gefallenen des Ersten Weltkrieges und drei Reihen Soldatengräber Zweiter Weltkrieg                                                                     | Buchholz (Karte)                        | 1703 (Kirche); nach 1918 (Kriegerdenkmal)                                                                                 | Baugeschichtlich und ortsgeschichtlich von Bedeutung | 09274918 |
| Direkt Bild zu diesem Denkmal hochladen | Wohnhaus (Umgebinde) | Buchholz 8 (Karte)                      | Im Kern Mitte 18. Jahrhundert                                                                                             | Drempelgeschossbau, baugeschichtlich und sozialgeschichtlich von Bedeutung | 09274911 |
| Direkt Bild zu diesem Denkmal hochladen | Ländliches Wohnhaus | Buchholz 31 (Karte)                     | 1. Hälfte 19. Jahrhundert, womöglich älter                                                                                | Obergeschoss Fachwerk, weitgehend ursprünglich, baugeschichtlich von Bedeutung | 08992420 |
|                                         | Rittergut Buchholz (Sachgesamtheit) | Buchholz 52, 53, 54, 55, 56, 57 (Karte) | Spätes 18. Jahrhundert bis nach 1900                                                                                      | Sachgesamtheit Rittergut Buchholz mit folgenden Einzeldenkmalen: Gutshaus (Nr. 55), zweiflügeliger Wirtschaftshof (Nr. 52, 53, 56, 57), kleines Verwaltergebäude (Nr. 54) sowie „Rotunde“ (halbrunde Mauer mit Stelen und Sitzbank, Jugendstil) im hinteren Teil des Gutsparks (siehe Einzeldenkmale 09274906) sowie Gutspark (Gartendenkmal); baugeschichtlich, landschaftsgestaltend und ortsgeschichtlich von Bedeutung | 09274907 |
| Weitere Bilder                          | Gutshaus (Nr. 55), zweiflügeliger Wirtschaftshof (Nr. 52, 53, 56, 57), kleines Verwaltergebäude (Nr. 54) sowie „Rotunde“ (halbrunde Mauer mit Stelen und Sitzbank, Jugendstil) im hinteren Teil des Gutsparks (Einzeldenkmale zu ID-Nr. 09274907) | Buchholz 52, 53, 54, 55, 56, 57 (Karte) | Spätes 18. Jahrhundert, später überformt (Herrenhaus); 1. Hälfte 19. Jahrhundert (Gutsverwalterhaus); nach 1900 (Rotunde) | Einzeldenkmale der Sachgesamtheit Rittergut Buchholz; baugeschichtlich und ortsgeschichtlich von Bedeutung | 09274906 |
| Direkt Bild zu diesem Denkmal hochladen | Wohnhaus | Buchholz 69 (Karte)                     | Bezeichnet mit 1838 im Türsturz                                                                                           | Obergeschoss Fachwerk, baugeschichtlich von Bedeutung | 09271251 |
| Direkt Bild zu diesem Denkmal hochladen | Wohnstallhaus mit im Winkel angebauter Scheune | Buchholz 75 (Karte)                     | Frühes 19. Jahrhundert | Wohnstallhaus mit Fachwerkobergeschoss, baugeschichtlich und wirtschaftsgeschichtlich von Bedeutung | 09274917 |
|                                         | Pfarrhaus und Pfarrscheune, im Hof Steinkreuz | Buchholz 76 (Karte)                     | 18. Jahrhundert (Pfarrhaus); 19. Jahrhundert (Pfarrscheune); 15./16. Jahrhundert (Mord- und Sühnekreuz)                   | Pfarrhof von Buchholz, baugeschichtlich und ortsgeschichtlich von Bedeutung | 09274915 |
| Direkt Bild zu diesem Denkmal hochladen | Ehemalige Kirchschule | Buchholz 78 (Karte)                     | Bezeichnet mit 1844 | Ortsgeschichtlich von Bedeutung | 09274914 |
| Direkt Bild zu diesem Denkmal hochladen | Wohnhaus | Buchholz 84 (Karte)                     | Frühes 19. Jahrhundert | Obergeschoss Fachwerk, baugeschichtlich und ortsbildprägend von Bedeutung | 09274913 |
| Direkt Bild zu diesem Denkmal hochladen | Wohnstallhaus | Buchholz 85 (Karte)                     | Um 1800 | Obergeschoss Fachwerk, baugeschichtlich und ortsbildprägend von Bedeutung | 09274912 |
| Direkt Bild zu diesem Denkmal hochladen | Wohnhaus | Buchholz 87 (Karte)                     | Frühes 19. Jahrhundert | Obergeschoss Fachwerk, Teil einer Dreiseithofanlage, baugeschichtlich und ortsbildprägend von Bedeutung | 09274905 |
| Direkt Bild zu diesem Denkmal hochladen | Ehemaliges Häusleranwesen | Buchholz 92 (Karte)                     | 2. Hälfte 19. Jahrhundert                                                                                                 | Baugeschichtlich von Bedeutung | 09271234 |

## Döbschütz
| Bild                                    | Bezeichnung | Lage                       | Datierung          | Beschreibung                                         | ID       |
| --------------------------------------- | --- | -------------------------- | ------------------ | ---------------------------------------------------- | -------- |
| Direkt Bild zu diesem Denkmal hochladen | Steindeckerbrücke | Döbschütz (Karte)          | Um 1900            | Ortsgeschichtlich von Bedeutung                      | 08992497 |
| Direkt Bild zu diesem Denkmal hochladen | Kriegerdenkmal für die Gefallenen des Ersten Weltkrieges | Döbschütz 33 (bei) (Karte) | Nach 1918          | Ortsgeschichtlich von Bedeutung                      | 09301014 |
| Direkt Bild zu diesem Denkmal hochladen | Rittergut mit Wohnhaus, Stall und Scheune (östliche Gebäudegruppe in Reihe, Nr. 57), südliche Scheune, westliche Wirtschaftsgebäudegruppe (Stallungen) und Toreinfahrt | Döbschütz 57 (Karte)       | 19. Jahrhundert    | Baugeschichtlich und ortsgeschichtlich von Bedeutung | 09271442 |
| Weitere Bilder                          | Wasserschloss mit allen Bestandteilen (Brunnenhaus und Wassergraben mit zwei Bruchstein-Bogenbrücken)                                                                  | Döbschütz 59 (Karte)       | Ab 13. Jahrhundert | Baugeschichtlich und geschichtlich von Bedeutung     | 09271441 |

## Heideberg
| Bild                                    | Bezeichnung                                     | Lage                         | Datierung       | Beschreibung                                           | ID       |
| --------------------------------------- | ----------------------------------------------- | ---------------------------- | --------------- | ------------------------------------------------------ | -------- |
| Direkt Bild zu diesem Denkmal hochladen | Häusleranwesen                                  | Heideberg 49 (Karte)         | Um 1850         | Baugeschichtlich und sozialgeschichtlich von Bedeutung | 09271438 |
| Direkt Bild zu diesem Denkmal hochladen | Häusleranwesen mit hölzerner Handschwengelpumpe | Heideberg 52 (Karte)         | Um 1850         | Baugeschichtlich und sozialgeschichtlich von Bedeutung | 09271439 |
| Direkt Bild zu diesem Denkmal hochladen | Wegestein                                       | Heideberg 56 (neben) (Karte) | 19. Jahrhundert | Verkehrsgeschichtlich von Bedeutung                    | 09301013 |

## Hilbersdorf
| Bild                                    | Bezeichnung | Lage                          | Datierung                                                               | Beschreibung | ID       |
| --------------------------------------- | --- | ----------------------------- | ----------------------------------------------------------------------- | --- | -------- |
| Direkt Bild zu diesem Denkmal hochladen | Wohnstallhaus, Scheune und Seitengebäude eines Dreiseithofes | Hilbersdorf 84, 84a (Karte)   | Um 1850                                                                 | Baugeschichtlich und wirtschaftsgeschichtlich von Bedeutung, baugeschichtlich von Bedeutung                                          | 09271434 |
| Direkt Bild zu diesem Denkmal hochladen | Wohnhaus und zwei Seitengebäude der Schäferei | Hilbersdorf 112 (Karte)       | Um 1850                                                                 | Baugeschichtlich und ortsgeschichtlich von Bedeutung, baugeschichtlich von Bedeutung                                                 | 09271275 |
| Direkt Bild zu diesem Denkmal hochladen | Wohnstallhaus und Scheune eines Zweiseithofes | Hilbersdorf 125 (Karte)       | Um 1850                                                                 | Baugeschichtlich und wirtschaftsgeschichtlich von Bedeutung, baugeschichtlich von Bedeutung                                          | 09271279 |
|                                         | Steinbogenbrücke | Hilbersdorf 125 (bei) (Karte) | 19. Jahrhundert                                                         | Ortsgeschichtlich von Bedeutung, baugeschichtlich von Bedeutung                                                                      | 09271247 |
| Direkt Bild zu diesem Denkmal hochladen | Wohnstallhaus, Scheune und weiteres Seitengebäude eines Dreiseithofes | Hilbersdorf 126 (Karte)       | Um 1850                                                                 | massives Wohnstallhaus, Fachwerkscheune, baugeschichtlich und wirtschaftsgeschichtlich von Bedeutung, baugeschichtlich von Bedeutung | 09271280 |
| Direkt Bild zu diesem Denkmal hochladen | Bauernhof mit Wohnhaus, Seitengebäude und Scheune | Hilbersdorf 133 (Karte)       | Auf Platte über Tür bezeichnet mit 1882 (Bauernhaus); um 1900 (Scheune) | Baugeschichtlich und wirtschaftsgeschichtlich von Bedeutung, baugeschichtlich von Bedeutung                                          | 09271282 |
| Direkt Bild zu diesem Denkmal hochladen | Gasthaus (Gerichtskretscham), heute Wohnhaus, und zwei Scheunen | Hilbersdorf 134 (Karte)       | Bezeichnet mit 1869                                                     | Baugeschichtlich und ortsgeschichtlich von Bedeutung, baugeschichtlich von Bedeutung                                                 | 09271283 |
| Direkt Bild zu diesem Denkmal hochladen | Rittergut mit allen Bestandteilen: nördliches Wirtschaftsgebäude (Stall-Scheunen-Trakt) mit winkligem Wohnanbau, östliches und südliches Wirtschaftsgebäude (Scheunen), freistehendes westliches Hofgebäude mit Mansarddach und Reste des Schweinestalls | Hilbersdorf 146 (Karte)       | Um 1850, Kern wohl älter, bezeichnet mit 1855                           | Baugeschichtlich und ortsgeschichtlich von Bedeutung, baugeschichtlich von Bedeutung                                                 | 09271432 |
|                                         | Steinbrucharbeiterhaus | Hilbersdorf 149 (Karte)       | Um 1850                                                                 | Sozialgeschichtlich von Bedeutung, baugeschichtlich von Bedeutung                                                                    | 09271420 |
|                                         | Transformatorenturm | Hilbersdorf 149 (bei) (Karte) | 1920er Jahre                                                            | Technikgeschichtlich von Bedeutung, baugeschichtlich von Bedeutung                                                                   | 09271444 |

## Melaune
| Bild                                    | Bezeichnung | Lage                                   | Datierung                                                                          | Beschreibung | ID       |
| --------------------------------------- | --- | -------------------------------------- | ---------------------------------------------------------------------------------- | --- | -------- |
|                                         | Sächsisch-Preußischer Grenzstein: Pilarpaar Nr. 49                                                                              | (Flur 3, Flurstück 42) (Karte)         | Nach 1828                                                                          | Siehe auch Sachgesamtheit 09305644; vermessungsgeschichtlich und landesgeschichtlich von Bedeutung als Zeitdokument der historischen Grenzziehung zwischen Sachsen und Preußen nach dem Wiener Kongress 1815. | 09305434 |
| Weitere Bilder                          | Sächsisch-Preußischer Grenzstein: Pilarpaar Nr. 50 sowie ein Läuferstein                                                        | (Flur 3, Flurstücke 42 und 44) (Karte) | Nach 1828                                                                          | Siehe auch Sachgesamtheit 09305644; vermessungsgeschichtlich und landesgeschichtlich von Bedeutung als Zeitdokument der historischen Grenzziehung zwischen Sachsen und Preußen nach dem Wiener Kongress 1815. | 09305435 |
|                                         | Sächsisch-Preußischer Grenzstein: Pilarpaar Nr. 51 sowie ein Läuferstein                                                        | (Flur 3, Flurstück 18) (Karte)         | Nach 1828                                                                          | Siehe auch Sachgesamtheit 09305644; vermessungsgeschichtlich und landesgeschichtlich von Bedeutung als Zeitdokument der historischen Grenzziehung zwischen Sachsen und Preußen nach dem Wiener Kongress 1815. | 09305436 |
|                                         | Bruchstein-Bogenbrücke (Huhbrücke)                                                                                              | (Flur 2, Flurstück 26) (Karte)         | 19. Jahrhundert                                                                    | Ortsgeschichtlich von Bedeutung | 09301023 |
| Weitere Bilder                          | Kirche mit Kirchhof und Einfriedungsmauer, in der Mauer Denkmal für die Gefallenen des Ersten Weltkrieges sowie eine Grabanlage | Melaune 20a (Karte)                    | 1346 erste Erwähnung, 1765 und 1845 überformt (Kirche); nach 1918 (Kriegerdenkmal) | Baugeschichtlich und ortsgeschichtlich von Bedeutung | 09274669 |
| Direkt Bild zu diesem Denkmal hochladen | Wohnstallhaus | Melaune 25 (Karte)                     | 1. Hälfte 19. Jahrhundert                                                          | Links Wohnstallteil, rechts nur Wohnteil, baugeschichtlich von Bedeutung | 09274900 |
| Weitere Bilder                          | Wohnstallhaus und kleines Stallgebäude eines einstigen Vierseithofes                                                            | Melaune 26 (Karte)                     | Bezeichnet mit 1832                                                                | Baugeschichtlich und wirtschaftsgeschichtlich von Bedeutung | 09274899 |
| Weitere Bilder                          | Wohnstallhaus und drei Seitengebäude eines Vierseithofes                                                                        | Melaune 31 (Karte)                     | 2. Hälfte 19. Jahrhundert                                                          | Bild- und strukturprägend, baugeschichtlich von Bedeutung | 09301022 |
|                                         | Postgebäude (heute Wohnhaus) und zwei Seitengebäude des Posthofes                                                               | Melaune 32 (Karte)                     | Bezeichnet mit 1876                                                                | Geschichtliche und städtebauliche Bedeutung | 09274897 |
| Direkt Bild zu diesem Denkmal hochladen | Wohnstallhaus (ehemaliges Umgebindehaus)                                                                                        | Melaune 39 (Karte)                     | Wohl vor 1750                                                                      | Baugeschichtlich von Bedeutung | 09274898 |
| Direkt Bild zu diesem Denkmal hochladen | Pfarrhaus und Garten | Melaune 42 (Karte)                     | Bezeichnet mit 1911                                                                | Pfarrhaus von Melaune, mit Einflüssen des Reformstils, baugeschichtlich und ortsgeschichtlich von Bedeutung                                                                                                   | 09274888 |
| Weitere Bilder                          | Wohnmühlenhaus mit Anbau und Erdkeller eines Mühlenanwesens                                                                     | Melaune 46 (Karte)                     | Wohl vor 1750                                                                      | Obergeschoss Fachwerk, baugeschichtlich und ortsgeschichtlich von Bedeutung | 09270227 |
| Direkt Bild zu diesem Denkmal hochladen | Ländliches Wohnhaus | Melaune 47 (Karte)                     | Um 1720, womöglich älter                                                           | Obergeschoss Fachwerk, baugeschichtlich von Bedeutung | 08992542 |
| Direkt Bild zu diesem Denkmal hochladen | Wohnhaus | Melaune 50 (Karte)                     | Um 1850                                                                            | Obergeschoss Fachwerk, baugeschichtlich von Bedeutung | 09274890 |
| Direkt Bild zu diesem Denkmal hochladen | Wohnhaus | Melaune 60 (Karte)                     | 18. Jahrhundert                                                                    | Obergeschoss Fachwerk, baugeschichtlich von Bedeutung | 09274893 |
| Direkt Bild zu diesem Denkmal hochladen | Wohnstallhaus (ehemaliges Umgebindehaus)                                                                                        | Melaune 63 (Karte)                     | 18. Jahrhundert                                                                    | Baugeschichtlich von Bedeutung | 09274894 |
| Direkt Bild zu diesem Denkmal hochladen | Wohnhaus | Melaune 65 (Karte)                     | Ende 18. Jahrhundert                                                               | Obergeschoss Fachwerk, vermutlich ehemaliges Umgebindehaus, ehemals einfacher Ständerbau, baugeschichtlich von Bedeutung                                                                                      | 09274895 |
| Direkt Bild zu diesem Denkmal hochladen | Wohnstallhaus | Melaune 67 (Karte)                     | Um 1800                                                                            | Obergeschoss Fachwerk, baugeschichtlich von Bedeutung | 09274896 |
| Direkt Bild zu diesem Denkmal hochladen | Ehemaliges Wohnstallhaus (Umgebinde)                                                                                            | Melaune 70 (Karte)                     | Frühes 19. Jahrhundert                                                             | An der Rückseite zwei Joche erhalten, Obergeschoss Fachwerk, Teil eines Vierseithofes, baugeschichtlich von Bedeutung                                                                                         | 09274903 |
| Direkt Bild zu diesem Denkmal hochladen | Wohnstallhaus | Melaune 72 (Karte)                     | Im Kern 18. Jahrhundert                                                            | Obergeschoss Fachwerk, Teil eines Vierseithofes, baugeschichtlich von Bedeutung | 09274901 |
| Direkt Bild zu diesem Denkmal hochladen | Ehemaliges Wohnstallhaus | Melaune 73 (Karte)                     | 1. Hälfte 19. Jahrhundert                                                          | Obergeschoss Fachwerk, baugeschichtlich von Bedeutung | 09274902 |

## Prachenau
| Bild                                    | Bezeichnung | Lage                                                  | Datierung                                              | Beschreibung                                                                                             | ID       |
| --------------------------------------- | --- | ----------------------------------------------------- | ------------------------------------------------------ | --- | -------- |
|                                         | Wegestein | Prachenau (Ortsausgang Richtung Buchholz) (Karte)     | 2. Hälfte 19. Jahrhundert                              | Verkehrsgeschichtlich von Bedeutung                                                                      | 09271963 |
|                                         | Wegestein | Prachenau (500 m östlich des Ortes) (Karte)           | 2. Hälfte 19. Jahrhundert                              | Verkehrsgeschichtlich von Bedeutung                                                                      | 09301017 |
| Direkt Bild zu diesem Denkmal hochladen | Kriegerdenkmal für die Gefallenen des Ersten Weltkrieges                                                                                       | Prachenau (Karte)                                     | Nach 1918                                              | Ortsgeschichtlich von Bedeutung                                                                          | 09274925 |
| Direkt Bild zu diesem Denkmal hochladen | Gedenkstein für den Erb- und Lehnrichter Johann Gottfried Marx (1782–1849) sowie ständige Ausstellung alter landwirtschaftlicher Arbeitsgeräte | Prachenau (am Dorfplatz, an der „Braupfütze“) (Karte) | 1849                                                   | Ortsgeschichtlich und technikgeschichtlich von Bedeutung                                                 | 09274923 |
| Direkt Bild zu diesem Denkmal hochladen | Wohnstallhaus (ehemaliges Umgebindehaus) und zwei Seitengebäude eines Dreiseithofes                                                            | Prachenau 5 (Karte)                                   | Frühes 18. Jahrhundert                                 | Fachwerk, ehemals einfacher Ständerbau, baugeschichtlich von Bedeutung                                   | 09274921 |
| Direkt Bild zu diesem Denkmal hochladen | Wohnstallhaus eines Vierseithofes | Prachenau 38 (Karte)                                  | Bezeichnet mit 1838 in Tafel über Eingang              | Baugeschichtlich von Bedeutung                                                                           | 09271258 |
| Direkt Bild zu diesem Denkmal hochladen | Wohnstallhaus und zwei Seitengebäude und Scheune eines Vierseithofes                                                                           | Prachenau 43 (Karte)                                  | Um 1870 (Wohnstallhaus); bezeichnet mit 1894 (Scheune) | Alles massiv, dominante authentische Anlage, baugeschichtlich und wirtschaftsgeschichtlich von Bedeutung | 09301016 |
|                                         | Wohnstallhaus eines ehemaligen Dreiseithofes                                                                                                   | Prachenau 48 (Karte)                                  | Um 1800                                                | Obergeschoss Fachwerk, baugeschichtlich von Bedeutung                                                    | 08992093 |
| Direkt Bild zu diesem Denkmal hochladen | Ehemaliges Wohnstallhaus, mit Inschrifttafel am Stallteil                                                                                      | Prachenau 60 (Karte)                                  | Bezeichnet mit 1831                                    | Obergeschoss Fachwerk, baugeschichtlich von Bedeutung                                                    | 09274927 |

## Tetta
| Bild                                    | Bezeichnung | Lage             | Datierung                                                | Beschreibung                                          | ID       |
| --------------------------------------- | --- | ---------------- | -------------------------------------------------------- | ----------------------------------------------------- | -------- |
|                                         | Kirche mit Kirchhof und Resten der Einfriedungsmauer, Leichenhalle sowie Denkmal für die Gefallenen des Ersten Weltkrieges | Tetta (Karte)    | Um 1900, Kern älter (Kirche); nach 1918 (Kriegerdenkmal) | Baugeschichtlich und ortsgeschichtlich von Bedeutung  | 09274919 |
| Direkt Bild zu diesem Denkmal hochladen | Wohnhaus | Tetta 10 (Karte) | 1. Hälfte 19. Jahrhundert                                | Obergeschoss Fachwerk, baugeschichtlich von Bedeutung | 09271437 |

## Streichungen von der Denkmalliste

### Streichungen von der Denkmalliste (Arnsdorf)
| Bild                                    | Bezeichnung   | Lage                | Datierung                 | Beschreibung | ID       |
| --------------------------------------- | ------------- | ------------------- | ------------------------- | --- | -------- |
| Direkt Bild zu diesem Denkmal hochladen | Wohnstallhaus | Arnsdorf 31 (Karte) | 1. Hälfte 19. Jahrhundert | Reste von Umgebinde, Obergeschoss Fachwerk, angebauter massiver Scheunenteil, bau- und wirtschaftsgeschichtlich von Bedeutung. Zwischen 2011 und 2014 abgerissen, auf dem Grundstück wurde ein Neubau errichtet. | 09271262 |

### Streichungen von der Denkmalliste (Diehsa)
| Bild                                    | Bezeichnung                       | Lage                                                                                  | Datierung                                                                             | Beschreibung | ID       |
| --------------------------------------- | --------------------------------- | ------------------------------------------------------------------------------------- | ------------------------------------------------------------------------------------- | --- | -------- |
| Direkt Bild zu diesem Denkmal hochladen | Rittergut Diehsa (Sachgesamtheit) | Kastanienallee 2, 4 (Mittelstraße 14, 16; Am Getreidespeicher 1, 4, 6, 8, 10) (Karte) | Ab 1848 (Rittergut); 19. Jahrhundert (ehemaliges Seitengebäude Am Getreidespeicher 4) | Sachgesamtheit Rittergut Diehsa mit folgenden Einzeldenkmalen: zwei Wirtschaftsgebäude (siehe Einzeldenkmal Am Getreidespeicher 1, 10 – Obj. 09269986), zwei weitere Wirtschaftsgebäude (siehe Einzeldenkmal Kastanienallee 4 – Obj. 09302558) Gesindehaus und Inspektorenhaus (siehe Einzeldenkmal Mittelstraße 14 u. 16 – Obj. 09269545) sowie vier Wirtschaftsgebäude (alle Sachgesamtheitsteile – Kastanienallee 2, Am Getreidespeicher 4, 6, 8), dazu der ehemalige Gutspark (Gartendenkmal, Flurstück 436 und 435); bau- und ortsgeschichtlich von Bedeutung. Zwischen 2019 und 2024 aus der Denkmalliste gestrichen. | 09268980 |

### Streichungen von der Denkmalliste (Döbschütz)
| Bild                                    | Bezeichnung | Lage                 | Datierung                 | Beschreibung | ID       |
| --------------------------------------- | ----------- | -------------------- | ------------------------- | --- | -------- |
| Direkt Bild zu diesem Denkmal hochladen | Bauernhaus  | Döbschütz 12 (Karte) | 1. Hälfte 19. Jahrhundert | Obergeschoss Fachwerk, baugeschichtlich von Bedeutung. Zwischen 2011 und 2014 abgerissen, auf dem Grundstück wurde ein Neubau errichtet. | 09271440 |

### Streichungen aus der Denkmalliste (Hilbersdorf)
| Bild                                    | Bezeichnung | Lage                    | Datierung | Beschreibung                                                                                                   | ID       |
| --------------------------------------- | ----------- | ----------------------- | --------- | --- | -------- |
| Direkt Bild zu diesem Denkmal hochladen | Wohnhaus    | Hilbersdorf 110 (Karte) | Um 1850   | Obergeschoss Fachwerk, baugeschichtlich von Bedeutung. Zwischen 2019 und 2024 aus der Denkmalliste gestrichen. | 09271277 |

### Streichungen von der Denkmalliste (Prachenau)
| Bild                                    | Bezeichnung   | Lage                | Datierung       | Beschreibung | ID       |
| --------------------------------------- | ------------- | ------------------- | --------------- | --- | -------- |
| Direkt Bild zu diesem Denkmal hochladen | Wohnstallhaus | Prachenau 6 (Karte) | 18. Jahrhundert | Obergeschoss Fachwerk, vermutlich Langständerbau, baugeschichtlich von Bedeutung. Zwischen 2014 und 2019 aus der Denkmalliste gestrichen. | 09301015 |

### Streichungen von der Denkmalliste (Tetta)
| Bild                                    | Bezeichnung                              | Lage             | Datierung            | Beschreibung                                                                                        | ID       |
| --------------------------------------- | ---------------------------------------- | ---------------- | -------------------- | --------------------------------------------------------------------------------------------------- | -------- |
| Direkt Bild zu diesem Denkmal hochladen | Wohnstallhaus (ehemaliges Umgebindehaus) | Tetta 24 (Karte) | Ende 18. Jahrhundert | Bau- und sozialgeschichtlich von Bedeutung. Zwischen 2019 und 2024 aus der Denkmalliste gestrichen. | 09274920 |

## Tabellenlegende
- Bild: Bild des Kulturdenkmals, ggf. zusätzlich mit einem Link zu weiteren Fotos des Kulturdenkmals im Medienarchiv Wikimedia Commons. Wenn man auf das Kamerasymbol klickt, können Fotos zu Kulturdenkmalen aus dieser Liste hochgeladen werden:
- Bezeichnung: Denkmalgeschützte Objekte und ggf. Bauwerksname des Kulturdenkmals
- Lage: Straßenname und Hausnummer oder Flurstücknummer des Kulturdenkmals. Die Grundsortierung der Liste erfolgt nach dieser Adresse. Der Link (Karte) führt zu verschiedenen Kartendiensten mit der Position des Kulturdenkmals. Fehlt dieser Link, wurden die Koordinaten noch nicht eingetragen. Sind diese bekannt, können sie über ein Tool mit einer Kartenansicht einfach nachgetragen werden. In dieser Kartenansicht sind Kulturdenkmale ohne Koordinaten mit einem roten bzw. orangen Marker dargestellt und können durch Verschieben auf die richtige Position in der Karte mit Koordinaten versehen werden. Kulturdenkmale ohne Bild sind an einem blauen bzw. roten Marker erkennbar.
- Datierung: Baubeginn, Fertigstellung, Datum der Erstnennung oder grobe zeitliche Einordnung entsprechend des Eintrags in der sächsischen Denkmaldatenbank
- Beschreibung: Kurzcharakteristik des Kulturdenkmals entsprechend des Eintrags in der sächsischen Denkmaldatenbank, ggf. ergänzt durch die dort nur selten veröffentlichten Erfassungstexte oder zusätzliche Informationen
- ID: Vom Landesamt für Denkmalpflege Sachsen vergebene, das Kulturdenkmal eindeutig identifizierende Objekt-Nummer. Der Link führt zum PDF-Denkmaldokument des Landesamtes für Denkmalpflege Sachsen. Bei ehemaligen Kulturdenkmalen können die Objektnummern unbekannt sein und deshalb fehlen bzw. die Links von aus der Datenbank entfernten Objektnummern ins Leere führen. Ein ggf. vorhandenes Icon  führt zu den Angaben des Kulturdenkmals bei Wikidata.